# BUU-klubben
BUU-klubben är Yle Fem:s svenskspråkiga barnprogram. Programmet sänds bland annat i Yle Teema Fem varje dag kl 18:00. BUU-klubben är en sammansättning av många korta barnprogram. Varje veckodag har ett eget program.
BUU-klubbens alla program finns på Barnens Arena. Där finns även Hajbo för lite äldre barn och Piki-BUU med program för de allra yngsta i familjen. Barnens Arena finns också som app. BUU-klubben har också en app som heter BUU-appen som innehåller olika spel.
Till skillnad från andra program på Fem har den ingen finsk text. Inför julen visas ett program där man i en julkalender varje dag öppnar en ny lucka. Julkalendern har oftast även finsk text.
BUU är en förkortning av orden Barn, Ungdom och Utbildning.